# USS Palmer (DD-161)
USS Palmer (DD-161) là một tàu khu trục thuộc lớp Wickes của Hải quân Hoa Kỳ trong giai đoạn Chiến tranh Thế giới thứ nhất, được cải biến thành một tàu quét mìn với ký hiệu lườn DMS-5, và đã tiếp tục phục vụ trong Chiến tranh Thế giới thứ hai cho đến khi bị máy bay Nhật Bản đánh chìm tại Philippines vào ngày 7 tháng 1 năm 1945. Nó là chiếc tàu chiến duy nhất của Hải quân Hoa Kỳ được đặt tên theo Chuẩn đô đốc James Shedden Palmer (1810–1867).

## Thiết kế và chế tạo
Palmer được đặt lườn vào ngày 29 tháng 5 năm 1918 tại xưởng tàu của hãng Fore River Shipbuilding Company ở Quincy, Massachusetts. Nó được hạ thủy vào ngày 18 tháng 8 năm 1918, được đỡ đầu bởi bà Robert C. Hilliard, và được đưa ra hoạt động vào ngày 22 tháng 11 năm 1918 dưới quyền chỉ huy của Hạm trưởng, Trung tá Hải quân R. R. Stewart.

## Lịch sử hoạt động
Được phân về Hạm đội Thái Bình Dương, Palmer tham gia các hoạt động hạm đội cho đến khi được cho xuất biên chế tại San Diego vào ngày 31 tháng 5 năm 1922, và nằm trong thành phần dự bị cho đến khi được cho nhập biên chế trở lại vào ngày 7 tháng 8 năm 1940. Được cải biến thành một tàu quét mìn với ký hiệu lườn DMS–5 vào ngày 19 tháng 11, nó quay trở lại khu vực Đại Tây Dương để gia nhập Đội quét mìn 19 ngoài khơi Norfolk cho nhiệm vụ hộ tống tại Đại Tây Dương và vùng biển Caribe. Nó lên đường vào ngày 24 tháng 10 năm 1942, hộ tống cho Lực lượng Đặc nhiệm 34 trong Chiến dịch Torch, cuộc đổ bộ lên Bắc Phi, đi đến ngoài khơi Fedala vào ngày 7 tháng 11, nơi nó thực hiện quét mìn chuẩn bị trước khi làm nhiệm vụ canh phòng chống tàu ngầm. Ngày hôm sau, Palmer chặn bắt chiếc tàu đánh cá Pháp Joseph Elise, và đối đầu với một khẩu đội pháo duyên hải đối phương.
Palmer hoạt động tuần tra và hộ tống ngoài khơi bờ biển Bắc Phi cho đến ngày 12 tháng 12, rồi quay trở lại nhiệm vụ hộ tống Đại Tây Dương trong suốt năm 1943 tại khu vực ven biển, Caribe và Tây Bắc Đại Tây Dương. Được lệnh đi sang khu vực Thái Bình Dương, nó tiến hành huấn luyện ngoài khơi San Diego, rồi gia nhập Lực lượng Đặc nhiệm 53 tại Trân Châu Cảng, lên đường cùng đơn vị này vào ngày 22 tháng 1 năm 1944 cho đợt tấn công lên Kwajalein. Palmer tiếp tục ở lại khu vực quần đảo Marshall cho đến ngày 12 tháng 2, tuần tra bảo vệ các tàu vận tải, rồi hộ tống các chuyến đi đến Trân Châu Cảng và Majuro.
Đi trước lực lượng đổ bộ hai ngày, Palmer đi đến ngoài khơi Saipan cho một đợt càn quét kéo dài năm giờ vào ngày 13 tháng 6, rồi hộ tống các tàu vận tải trong khi đổ bộ. Nhiệm vụ hộ tống đến Eniwetok đã khiến nó lỡ mất Trận chiến biển Philippine, nhưng nó quay lại Saipan làm nhiệm vụ bảo vệ từ ngày 22 tháng 6 đến ngày 8 tháng 7.
Palmer đi đến ngoài khơi Guam vào ngày 22 tháng 7, một ngày sau khi hòn đảo được chiếm đóng, để bảo vệ các tàu vận tải tại cảng Apra trong năm ngày. Quay trở về Trân Châu Cảng, Palmer chuẩn bị để đi đến Philippines, một chiến dịch lớn nơi các con tàu khu trục cũ được cải biến vẫn chứng tỏ được giá trị. Tập trung tại Manus, đội của nó đi đến vịnh Leyte vào ngày 17 tháng 10 càn quét các luồng chính và khu vực vận chuyển trong ba ngày trước cuộc đổ bộ. Sau khi hộ tống các tàu vận tải đi qua luồng an toàn, nó thực hiện một đợt càn quét nhanh trong eo biển Surigao rồi quay trở về Manus vào ngày 23 tháng 10, ngay trước trận chiến vịnh Leyte.
Sau khi được tiếp liệu, Palmer rời Manus vào ngày 23 tháng 12 để đi vịnh Lingayen, nơi nó lặp lại các nhiệm vụ đã thực hiện thành công tại Leyte. Bị bắn phá trên đường đi bởi tàu chiến và máy bay đối phương, Palmer cùng đội của nó xâm nhập vịnh Lingayen thành công sáng sớm ngày 7 tháng 1 năm 1945, và bắt đầu quét mìn dưới hỏa lực không kích đối phương. Lúc khoảng 15 giờ 45 phút, một vụ nổ dữ dội làm hỏng turbine áp lực thấp bên mạn trái. Nó bắt đầu thu hồi thiết bị quét mìn và tách khỏi đội hình để sửa chữa. Đến 18 giờ 40 phút, một máy bay ném bom hai động cơ Nhật Bản bay thấp bên trên và thả hai quả bom trúng vào mạn trái. Một đám cháy lớn đe dọa hầm đạn, và Palmer nổ tung và chìm chỉ trong vòng sáu phút. Trong thành phần thủy thủ đoàn, tổn thất bao gồm 2 người thiệt mạng, 38 người bị thương và 26 người khác mất tích.

## Phần thưởng
Palmer được tặng thưởng năm Ngôi sao Chiến trận do thành tích phục vụ trong Thế Chiến II.